# Бушковиці (Нижньосілезьке воєводство)
Бушковиці (пол. Buszkowice, нім. Hochbauschwitz) — село в Польщі, у гміні Шцинава Любінського повіту Нижньосілезького воєводства.
Населення — 156 осіб (2011).
У 1975-1998 роках село належало до Легницького воєводства.

## Демографія
Демографічна структура станом на 31 березня 2011 року:
|          | Загалом | Допрацездатний вік | Працездатний вік | Постпрацездатний вік |
| -------- | ------- | ------------------ | ---------------- | -------------------- |
| Чоловіки | 88      | 18                 | 61               | 9                    |
| Жінки    | 68      | 7                  | 36               | 25                   |
| Разом    | 156     | 25                 | 97               | 34                   |